# Nycterosea obsoleta
Nycterosea obsoleta är en fjärilsart som beskrevs av Mathew 1906. Nycterosea obsoleta ingår i släktet Nycterosea och familjen mätare. Inga underarter finns listade i Catalogue of Life.